# Mali Rakitovec
Mali Rakitovec este o localitate din comuna Kamnik, Slovenia, cu o populație de 43 de locuitori.